# Llocnou d'en Fenollet
Llocnou d'en Fenollet és un poble del País Valencià, a la comarca de la Costera. Limita amb Barxeta, El Genovés i Xàtiva. Municipi de reduïda extensió, entre la muntanya del Puig i el riu de Manuel. El terreny, excepte la petita lloma del Tossal, és completament pla i està format per sediments quaternaris de recent dessecació, ocupats fins fa poc per arrossars.

## Història
El seu nom fa referència al seu antic senyor, que l'any 1374 era Raimon de Fenollet. De població morisca, l'any 1609 tenia 70 focs compartits amb el Genovés. Després de l'expulsió dels moriscs va quedar despoblat. Miquel Fenollet de Castellar atorgà, el 24 de juliol del 1611, carta pobla a favor de nous repobladors, però el 1646 només tenia 19 cases habitades. La seua població continuava aturada segle i mig després, ja que, segons Cavanilles, el 1794 tenia només 28 cases habitades. Son darrer senyor fou Pasqual Fenollet i Togores, marquès de Llanera.

## Demografia
| 1990 | 1992 | 1994 | 1996 | 1998 | 2000 | 2002 | 2004 | 2005 | 2007 | 2021 |
| ---- | ---- | ---- | ---- | ---- | ---- | ---- | ---- | ---- | ---- | ---- |
| 651  | 671  | 689  | 731  | 722  | 783  | 774  | 820  | 832  | 855  | 912  |

## Economia
L'arròs, cultiu bàsic en segles passats, va ser desplaçat pel taronger i l'horticultura intensiva en els primers anys del segle xx i ha desaparegut per complet en els últims anys.

## Política i govern

### Composició de la Corporació Municipal
El Ple de l'Ajuntament està format per 7 regidors. En les eleccions municipals de 26 de maig de 2019 foren elegits 3 regidors de l'Alternativa pel Poble de Fenollet (AlpF), 3 del Partit Socialista del País Valencià (PSPV-PSOE) i 1 del Partit Popular (PP).
| Eleccions municipals de 26 de maig de 2019 - Llocnou d'en Fenollet                                                             |                                          |                                     |                                     |      |          |          |
| Candidatura | Candidatura                              | Candidatura                         | Cap de llista                       | Vots | Vots     | Regidors |
| | L'Alternativa pel Poble de Fenollet      |                                     | Cristóbal Rodríguez Soler           | 247  | 39,84%   | 3 ()     |
| | Partit Socialista del País Valencià-PSOE |                                     | Salvador Revert Alfaro              | 241  | 38,87%   | 3 (+1)   |
| | Partit Popular                           |                                     | Francisco Sanz Ortega               | 123  | 19,84%   | 1 (-1)   |
| | Vots en blanc                            |                                     |                                     | 9    | 1,45%    |          |
| Total vots vàlids i regidors                                                                                                   | Total vots vàlids i regidors             | Total vots vàlids i regidors        | Total vots vàlids i regidors        | 620  | 100 %    | 7        |
| | Vots nuls                                | Vots nuls                           | Vots nuls                           | 13   | 2,05%    |          |
| Participació (vots vàlids més nuls)                                                                                            | Participació (vots vàlids més nuls)      | Participació (vots vàlids més nuls) | Participació (vots vàlids més nuls) | 633  | 81,15%** |          |
| Abstenció | Abstenció                                | Abstenció                           | Abstenció                           | 147* | 18,85%** |          |
| Total cens electoral | Total cens electoral                     | Total cens electoral                | Total cens electoral                | 780* | 100 %**  |          |
| Alcalde: Salvador Revert Alfaro (PSPV) (15/06/2019) Per majoria absoluta dels vots dels regidors (4 vots: 3 de PSPV i 1 de PP) |                                          |                                     |                                     |      |          |          |
| Fonts: JEC, JEZ Xàtiva, M. Interior, Periòdic Ara. (* No són vots sinó electors. ** Percentatge respecte del cens electoral.)  |                                          |                                     |                                     |      |          |          |

### Alcaldia
Des de 2019 l'alcalde de Llocnou d'en Fenollet és Salvador Revert Alfaro, del Partit Socialista del País Valencià (PSPV-PSOE).
| Període                       | Alcalde o alcaldessa                           | Partit polític | Data de possessió     | Observacions         |
| ----------------------------- | ---------------------------------------------- | -------------- | --------------------- | -------------------- |
| 1979–1983                     | José Sanfélix Gandia                           | PSPV-PSOE      | 19/04/1979            | --                   |
| 1983–1987                     | José Sanfélix Gandia                           | PSPV-PSOE      | 28/05/1983            | --                   |
| 1987–1991                     | José Sanfélix Gandia                           | PSPV-PSOE      | 30/06/1987            | --                   |
| 1991–1995                     | José Sanfélix Gandia                           | PSPV-PSOE      | 15/06/1991            | --                   |
| 1995–1999                     | José Sanfélix Gandia                           | PSPV-PSOE      | 17/06/1995            | --                   |
| 1999–2003                     | Rafael Aguado Llopis                           | PSPV-PSOE      | 03/07/1999            | --                   |
| 2003–2007                     | Francisco Sanz Ortega                          | PP             | 14/06/2003            | --                   |
| 2007–2011                     | Francisco Sanz Ortega                          | PP             | 16/06/2007            | --                   |
| 2011–2015                     | Rafael Aguado Llopis Cristóbal Rodríguez Soler | PSPV-PSOE AlpF | 11/06/2011 04/06/2013 | Dimissió/renúncia -- |
| 2015–2019                     | Cristóbal Rodríguez Soler                      | AlpF           | 13/06/2015            | --                   |
| 2019-2023                     | Salvador Revert Alfaro                         | PSPV-PSOE      | 15/06/2019            | --                   |
| Des de 2023                   | n/d                                            | n/d            | 17/06/2023            | --                   |
| Fonts: Generalitat Valenciana |                                                |                |                       |                      |

## Monuments
- Església de Sant Dídac d'Alcalà, del tercer quart del segle xvii.

## Festes i celebracions
Celebra les seves festes patronals a Sant Dídac, Verge dels Dolors i Cor de Jesús, al novembre.
Festes Patronals, última setmana d'Agost